# Festival Eurovisão da Canção 1957
O Festival Eurovisão da Canção 1957 (em inglês: Eurovision Song Contest 1957, em francês: Concours Eurovision de la chanson 1957 e em alemão: Großer Preis der Eurovision 1957)  foi o segundo Festival Eurovisão da Canção e realizou-se a 3 de Março de 1957, em Frankfurt am Main.  Anaïd Iplikjan foi a apresentadora do evento, que foi ganho por Corry Brokken  representando os Países Baixos com a canção "Net Als Toen". Corry recebeu trinta e um pontos com a sua música, obtendo assim uma distância de catorze pontos do segundo classificado, e realizando assim a primeira vitória dos Países Baixos na Eurovisão. O segundo festival foi ainda principalmente um programa de rádio, mas houve um notável aumento de pessoas na Europa com televisão, o que levou a que o festival fosse mais cuidadoso a nível visual. Se bem que a Suíça tivesse ganho o Festival Eurovisão da Canção 1956, em 1957 o festival não se realizou na Suíça mas na Alemanha, pois ainda não tinha sido adoptada a regra que o país vencedor organiza o evento no ano seguinte, como acontece actualmente.
Durante algum tempo, existiu o rumor de que a canção alemã "Im Wartesaal zum großen Glück" interpretada por Walter Andreas Schwarz, no Festival Eurovisão da Canção 1956, teria ficado em segundo lugar, e era por isso que a Alemanha organizou o evento em 1957 (de lembrar que em 1956, apenas o vencedor foi revelado, e nem sequer a pontuação deste foi). De facto, a regra de que o país vencedor deveria organizar o evento eurovisivo do ano seguinte ainda não estava concebida, e estava planeado naquela altura que cada país participante, seria sede do festival através de um sistema "giratório", isto é, um ano num país e noutro, num outro país. No entanto, a medida que mais países participavam no evento, e outros mostravam interesse em participar, este regra tornou-se impraticável.

Neste festival, devido ao facto de a canção italiana ter 5:09 minutos, enquanto que a do Reino Unido tinha apenas 1:52 minutos, levou a que fosse implementada uma regra, já no festival do ano seguinte, regra essa que dura até hoje. Cada música apenas passou a poder ter três minutos de duração máxima, com possibilidade de desqualificação se a regra não fosse cumprida. Os cantores dinamarqueses Birthe Wilke e Gustav Winckler, depois de acabarem de interpretar a sua canção trocaram o maior beijo da história do festival até hoje - se bem que apenas fosse visto pelas  poucas pessoas que tinham televisão. Isto deveu-se ao facto de que o membro do pessoal da produção esqueceu-se de mostrar o pré-aviso, num cartaz (dirigido aos artistas), de que o beijo deveria acabar. No entanto, esta ocorrência não ficou mal vista pelos países Europeus a concurso. No festival deste ano, outra novidade também foi o facto de os júris terem sido contactados por telefone. No ano anterior, todas as delegações enviaram os seus jurados a Lugano, facto que não se teve que repetir nunca mais na história do festival. Com isto, a edição deste ano, também se tornou na primeira em que o sistema de votação foi público, o que hoje é reconhecido e característico do Festival Eurovisão da Canção.

## Local

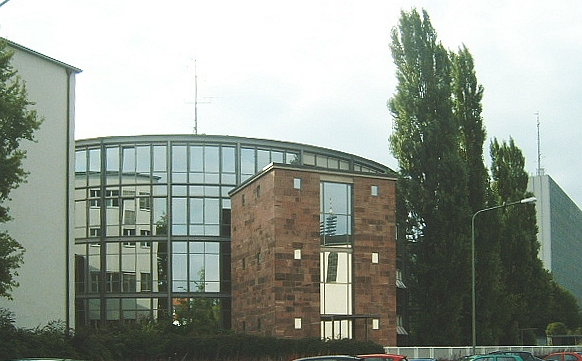
O local para o Festival, o Großer Sendesaal des Hessischen Rundfunks, em Frankfurt.

O local destinado para o festival, foram os estúdios da televisão anfitriã alemã, Großer Sendesaal des Hessischen Rundfunks, em Frankfurt.
O Großer Sendesaal des Hessischen Rundfunks é um salão de música e ex-estúdio de televisão, que servia de sede para a Hessischer Rundfunk.
Quanto à cidade, é uma cidade independente da Alemanha, no estado de Hessen. Localiza-se às margens do rio Meno (Main em alemão). Frankfurt am Main é actualmente a quinta maior cidade da Alemanha e a maior cidade no estado de Hessen. Frankfurt foi fundada pelos romanos no século I. Desde 1875 é uma metrópole, com mais de 100 mil habitantes.

## Visual
O visual/aspecto do Festival Eurovisão da Canção 1957, foi bastante simples, comparado com os elaborados festivais organizados hoje em dia, e principalmente durante a década de 2000, no entanto, para o ano em questão, 1957, este foi um dos maiores eventos do ano, para os países participantes, especialmente para a Alemanha, anfitriã do evento. O evento foi realizado num estúdio de televisão da estação alemã, a qual tentou aproveitar ao máximo o espaço disponível, colocando um palco em forma de escada, onde os maestros e os artistas desciam antes da sua actuação. O "pano de fundo" do local de actuação, foi uma grande harpa convenientemente decorada para a ocasião, e o centro tinha um grafismo diferente para cada música. A orquestra acompanhou todos os artistas, do lado direito do local de actuação destes.
Para a votação, foi "reservado" um espaço no estúdio, onde foi colocada uma secretária, com um placar por trás, com o mapa da Europa, e o nome dos países participantes, onde quando se fazia a ligação telefónica, acendia-se uma luz no respectivo país. Ao lado desse placar encontrava-se outro onde as pontuações eram inseridas. Este quadro possuía o nome das músicas a concurso, e as pontuações eram alteradas manualmente por membros da produção enquanto a votação decorria. O sistema de votação desta edição, foi o mais simples e curto alguma vez realizado na história da Eurovisão, sem contar com a primeira edição do evento, onde o sistema de votação nunca foi tornado público.

## Formato
A abertura do Festival Eurovisão da Canção 1957, esteve a cargo da orquestra presente na sala do evento. A Tanzorchester des Hessischen Rundfunks, abriu o evento com um tema típico da década de 50.
A apresentadora do festival, Anaïd Iplicjian, que utilizou predominantemente alemão para apresentar o espetáculo, foi mais tarde, como que forçada a utilizar inglês e francês na parte da votação. Tal como a maioria dos artistas, Anaid vestiu um normal e formal vestido de noite, típico daquela época, e não à semelhança dos dias de hoje, a apresentadora utilizou a mesma indumentária durante todo o festival. A apresentação das canções foi também ela feita com alguma rapidez, com um pequeno espaço temporal entre cada actuação. Por vezes, a orquestra começava a tocar a introdução da música seguinte em palco, ainda antes dos próprios concorrentes se encontrarem em palco. Esta apresentação muito eficiente, é um claro contraste, se compararmos com as edições da Eurovisão de hoje em dia, onde cada participação tem trinta segundos para entrar em palco, com um cartão postal a introduzir a sua actuação.

## Sistema de votação
Sem a famosa recapitulação das músicas a concurso e um intervalo, os júris internacionais tiveram muito pouco tempo para compilar os seus votos antes de receberem a chamada de Anaïd Iplicjian, e da sua assistente telefónica. Cada país tinha um júri constituido por dez membros. Cada júri tinha direito a um voto, que atribuiam à sua actuação preferida, que nunca poderia ser a do seu próprio país. Posteriormente, cada país atribui os seus dez votos aos outros países a concurso, e sem tradução da maioria do sistema de votação, a sequência de votos de 1957 foi a mais curta alguma vez feita na história da Eurovisão. Os quadros de pontuação não continham os nomes dos países, mas em vez disso, continham os títulos das canções apresentadas naquela noite. O primeiro júri a votar foi o da Suíça, o qual atribuiu 7 dos seus 10 pontos aos Países Baixos, e depois da votação de apenas três países, já era óbvio que naquela noite os Países Baixos venceriam o certame. Sendo assim, as atenções viraram-se essencialmente para a disputa do segundo lugar.

## Participações individuais
Cada país escolheu o seu representante de forma diferente e especifica. Nos artigos da "caixa" em baixo, pode se ler mais sobre o estilo de selecção de cada país, e os concorrentes que concorreram nas selecções nacionais.
Predefinição:Participações Individuais ESC1957

## Participações

Países participantes

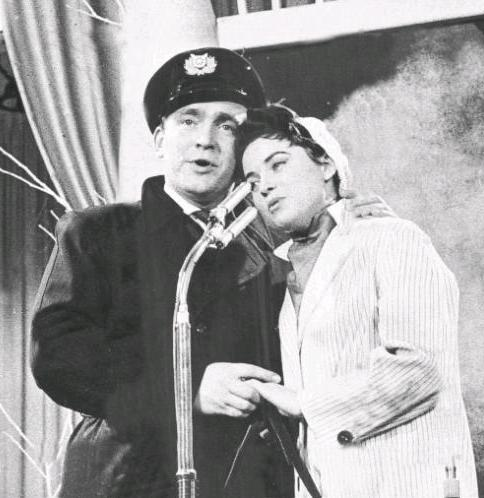
Birthe Wilke & Gustav Winckler, representantes da Dinamarca

Em 1956, a Áustria, a Dinamarca e o Reino Unido estrearam-se no Festival Eurovisão da Canção. Estes três países já haviam tentado participar na edição de 1956, no entanto entregaram as candidaturas fora do prazo pré-estipulado pela União Rádiodifusora Europeia (EBU), e tiveram de ser desqualificados, tendo que esperar pela edição deste ano. Os três países tornaram-se ao longo dos anos alguns dos países com mais número de participações no festival. Em 1957, a Suíça voltou a enviar a mesma representante que em 1956 (assim como faria na próxima edição do festival, em 1958). Lys Assia, que havia vencido a última edição do festival, e ao mesmo tempo a primeira, voltava a representar pela segunda vez o seu país nos palcos da Eurovisão, porém não foi tão bem sucedida como na sua estreia. Outro país a repetir o seu representante, foram os Países Baixos, que enviaram Corry Brokken à Alemanha para representar o país. A aposta nesta cantora holandesa valeu a vitória aos Países Baixos no Festival Eurovisão da Canção 1957. A edição deste ano, foi juntamente com a edição de 1958, a menor em número de músicas apresentadas. Apenas dez concorrentes/países foram à Alemanha lutar pelo título europeu. No entanto, se se olhar para o número de países, esta edição (juntamente com a posterior) fica em segundo lugar no que toca a número de países participantes, pois em 1956, foram apenas sete contra os dez países desta edição. Porém, esta não deixou de ser a edição mais curta do festival alguma vez realizada, com apenas 69 minutos.
| País          | Título original da Canção     | Artista                        | Processo                                                                | Data da Selecção        |
| País          | Tradução em Português         | Idiomas de Interpretação       | Processo                                                                | Data da Selecção        |
| ------------- | ----------------------------- | ------------------------------ | ----------------------------------------------------------------------- | ----------------------- |
| Alemanha      | "Telefon, Telefon"            | Margot Hielscher               | Zwei Auf Einem Pferd 1957                                               | 17 de fevereiro de 1957 |
| Alemanha      | Telefone, telefone            | Alemão                         | Zwei Auf Einem Pferd 1957                                               | 17 de fevereiro de 1957 |
| Áustria       | "Wohin, kleines Pony?"        | Bob Martin                     | Selecção Interna de 1957                                                | -                       |
| Áustria       | Onde, pequeno ponei?          | Alemão                         | Selecção Interna de 1957                                                | -                       |
| Bélgica       | "Straatdeuntje"               | Bobbejaan Schoepen             | De T.V. Maakt Muziek 1957                                               | -                       |
| Bélgica       | Canção de rua em holandês     | Neerlandês                     | De T.V. Maakt Muziek 1957                                               | -                       |
| Dinamarca     | "Skibet skal sejle i nat"     | Birthe Wilke & Gustav Winckler | Dansk Melodi Grand Prix 1957                                            | 17 de fevereiro de 1957 |
| Dinamarca     | O barco vai partir esta noite | Dinamarquês                    | Dansk Melodi Grand Prix 1957                                            | 17 de fevereiro de 1957 |
| França        | "La belle amour"              | Paul Desjardins                | Artista: Selecção Interna de 1957 Canção: Sept villes, une chanson 1957 | -                       |
| França        | Belo amor                     | Francês                        | Artista: Selecção Interna de 1957 Canção: Sept villes, une chanson 1957 | -                       |
| Itália        | "Corde della mia chitarra"    | Nunzio Gallo                   | Festival della Canzone Italiana di Sanremo 1957                         | 9 de fevereiro de 1957  |
| Itália        | As cordas da minha guitarra   | Italiano                       | Festival della Canzone Italiana di Sanremo 1957                         | 9 de fevereiro de 1957  |
| Luxemburgo    | "Amours mortes"               | Danièle Dupré                  | Selecção Interna de 1957                                                | -                       |
| Luxemburgo    | Amores mortos                 | Francês                        | Selecção Interna de 1957                                                | -                       |
| Países Baixos | "Net als toen"                | Corry Brokken                  | Nationaal Songfestival 1957                                             | 3 de fevereiro de 1957  |
| Países Baixos | Tal como então                | Neerlandês                     | Nationaal Songfestival 1957                                             | 3 de fevereiro de 1957  |
| Suíça         | "L'enfant que j'étais"        | Lys Assia                      | Finale suisse 1957                                                      | 11 de fevereiro de 1957 |
| Suíça         | A criança que eu era          | Francês                        | Finale suisse 1957                                                      | 11 de fevereiro de 1957 |
| Reino Unido   | "All"                         | Patricia Bredin                | A Song For Europe 1957                                                  | 12 de fevereiro de 1957 |
| Reino Unido   | Tudo                          | Inglês                         | A Song For Europe 1957                                                  | 12 de fevereiro de 1957 |

## Festival
O festival foi aberto pela segunda vez consecutiva por uma música em língua holandesa. Durante este festival, foi apresentada a maior e a mais pequena canção alguma vez apresentada e levada à Eurovisão. A Itália apresentou uma música com mais de cinco minutos, e por sua vez, o Reino Unido apresentou uma música com pouco mais de um minuto. A música vencedora também exedeu os três minutos (que na altura não eram regra), e consistia numa forte balada, com um solo de violino. A entrada alemã deste ano, foi a primeira a utilizar adereços em palco, tendo levado um telefone para a sua actuação (visto a sua música intitular-se Telefone, Telefone em português). O único duo em 1957, foram os dinamarqueses Birthe Wilke & Gustav Winckler, que também exederam o tempo de actuação, porém não por culpa da música que levaram a concurso, mas sim por causa do beijo que trocaram no final da actuação. A fechar o concurso, esteve a Suíça, com a mesma cantora e o mesmo compositor do ano anterior, esperando assim conseguir mais uma vitória no evento. A sua música estava muito próxima da do ano anterior, de modo a que o mesmo do ano passado se repetisse. Quando os dez países acabaram de actuar, passou-se logo para a votação, que durou pouco mais de doze minutos. Posto isto, e desvendado o vencedor, os Países Baixos, representados pela cantora Corry Brokken, voltaram a actuar a música vencedora, e a encerrar a segunda edição do Festival Eurovisão da Canção.
| #   | País          | Idioma      | Artista                        | Canção                     | Lugar | Pontuação |
| --- | ------------- | ----------- | ------------------------------ | -------------------------- | ----- | --------- |
| 1º  | Bélgica       | Holandês    | Bobbejaan Schoepen             | "Straatdeuntje"            | 8º    | 5         |
| 2º  | Luxemburgo    | Francês     | Danièle Dupré                  | "Amours mortes"            | 4º    | 8         |
| 3º  | Reino Unido   | Inglês      | Patricia Bredin                | "All"                      | 7º    | 6         |
| 4º  | Itália        | Italiano    | Nunzio Gallo                   | "Corde della mia chitarra" | 6º    | 7         |
| 5º  | Áustria       | Alemão      | Bob Martin                     | "Wohin, kleines Pony?"     | 10º   | 3         |
| 6º  | Países Baixos | Holandês    | Corry Brokken                  | "Net als toen"'            | 1º    | 31        |
| 7º  | Alemanha      | Alemão      | Margot Hielscher               | "Telefon, Telefon"         | 4º    | 8         |
| 8º  | França        | Francês     | Paul Desjardins                | "La belle amour"           | 2º    | 17        |
| 9º  | Dinamarca     | Dinamarquês | Birthe Wilke & Gustav Winckler | "Skibet skal sejle i nat"  | 3º    | 10        |
| 10º | Suíça         | Francês     | Lys Assia                      | "L'enfant que j'étais"     | 8º    | 5         |

### Resultados
A ordem de votação, foi ao contrário da ordem de actuação dos países no festival. Sendo assim, a ordem de votação no Festival Eurovisão da Canção 1957, foi a seguinte:

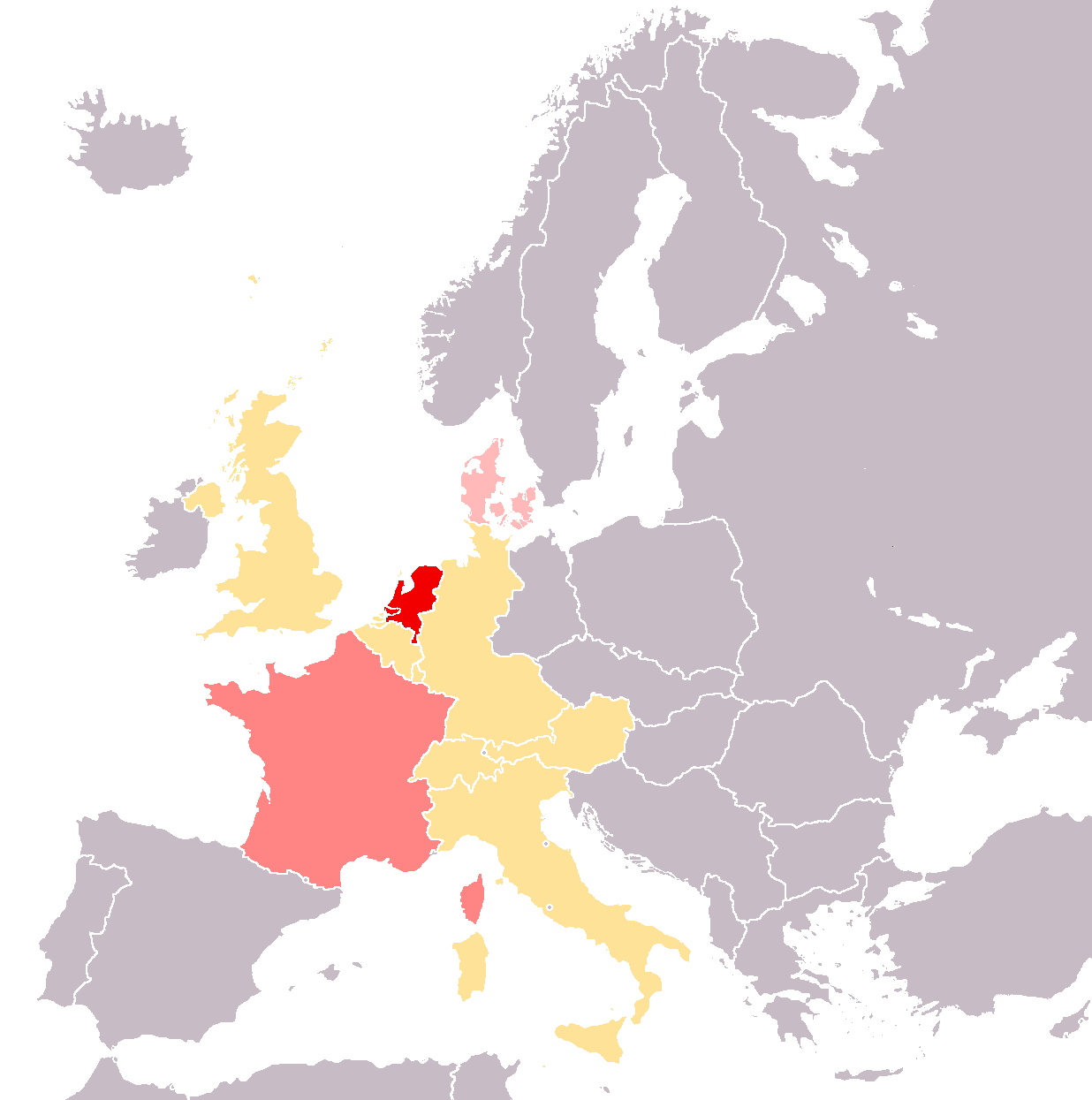
Vencedor
2º classificado
3º classificado

| Países Votantes | Países Pontuados | Países Pontuados | Países Pontuados | Países Pontuados | Países Pontuados | Países Pontuados | Países Pontuados | Países Pontuados | Países Pontuados | Países Pontuados |
| --------------- | ---------------- | ---------------- | ---------------- | ---------------- | ---------------- | ---------------- | ---------------- | ---------------- | ---------------- | ---------------- |
| Países Votantes | Bélgica          | Luxemburgo       | Reino Unido      | Itália           | Áustria          | Países Baixos    | Alemanha         | França           | Dinamarca        | Suíça            |
| Suíça           | 1                |                  | 2                |                  |                  | 7                |                  |                  |                  |                  |
| Dinamarca       | 2                |                  |                  | 1                |                  | 3                |                  | 2                |                  | 2                |
| França          |                  |                  |                  |                  |                  | 4                | 6                |                  |                  |                  |
| Alemanha        | 2                |                  |                  |                  |                  | 1                |                  | 6                |                  | 1                |
| Países Baixos   |                  |                  | 1                | 2                | 1                |                  |                  | 1                | 5                |                  |
| Áustria         |                  | 3                | 1                |                  |                  | 6                |                  |                  |                  |                  |
| Itália          |                  | 4                |                  |                  |                  | 1                | 1                |                  | 3                | 1                |
| Reino Unido     |                  | 1                |                  | 2                | 2                | 1                |                  | 2                | 2                |                  |
| Luxemburgo      |                  |                  | 1                | 1                |                  | 3                |                  | 4                |                  | 1                |
| Bélgica         |                  |                  | 1                | 1                |                  | 5                | 1                | 2                |                  |                  |
| Total           | 5                | 8                | 6                | 7                | 3                | 31               | 8                | 17               | 10               | 5                |
| Lugar           | 8º               | 4º               | 7º               | 6º               | 10º              | 1º               | 4º               | 2º               | 3º               | 8º               |
| Países Votantes | Bélgica          | Luxemburgo       | Reino Unido      | Itália           | Áustria          | Países Baixos    | Alemanha         | França           | Dinamarca        | Suíça            |
| Países Votantes | Países Pontuados |                  |                  |                  |                  |                  |                  |                  |                  |                  |

| Países Votantes | Países Pontuados | Países Pontuados | Países Pontuados | Países Pontuados | Países Pontuados | Países Pontuados | Países Pontuados | Países Pontuados | Países Pontuados | Países Pontuados |
| --------------- | ---------------- | ---------------- | ---------------- | ---------------- | ---------------- | ---------------- | ---------------- | ---------------- | ---------------- | ---------------- |
| Países Votantes | Bélgica          | Luxemburgo       | Reino Unido      | Itália           | Áustria          | Países Baixos    | Alemanha         | França           | Dinamarca        | Suíça            |
| Suíça           | 1                | 0                | 2                | 0                | 0                | 7                | 0                | 0                | 0                | 0                |
| Dinamarca       | 3                | 0                | 2                | 1                | 0                | 10               | 0                | 2                | 0                | 2                |
| França          | 3                | 0                | 2                |                  | 0                | 14               | 6                | 2                | 0                | 2                |
| Alemanha        | 5                | 0                | 2                |                  | 0                | 15               | 6                | 8                | 0                | 3                |
| Países Baixos   | 5                | 0                | 3                | 3                | 1                | 15               | 6                | 9                | 5                | 3                |
| Áustria         | 5                | 3                | 4                |                  | 1                | 21               | 6                | 9                | 5                | 3                |
| Itália          | 5                | 7                | 4                |                  | 1                | 22               | 7                | 9                | 8                | 4                |
| Reino Unido     | 5                | 8                | 4                | 5                | 3                | 23               | 7                | 11               | 10               | 4                |
| Luxemburgo      | 5                | 8                | 5                | 6                | 3                | 26               | 7                | 15               | 10               | 5                |
| Bélgica         | 5                | 8                | 6                | 7                | 3                | 31               | 8                | 17               | 10               | 5                |
| Lugar           | 8º               | 4º               | 7º               | 6º               | 10º              | 1º               | 4º               | 2º               | 3º               | 8º               |
| Países Votantes | Bélgica          | Luxemburgo       | Reino Unido      | Itália           | Áustria          | Países Baixos    | Alemanha         | França           | Dinamarca        | Suíça            |
| Países Votantes | Países Pontuados |                  |                  |                  |                  |                  |                  |                  |                  |                  |

### Maestros
Em baixo encontra-se a lista de maestros que conduziram a orquestra, na respectiva actuação de cada país concorrente.
| País              | Maestro             |
| ----------------- | ------------------- |
| Bélgica           | Willy Berking       |
| Luxemburgo        | Willy Berking       |
| Reino Unido       | Eric Robinson       |
| Itália            | Armando Trovajoli   |
| Áustria           | Carl de Groof       |
| Países Baixos     | Dolf van der Linden |
| Alemanha          | Willy Berking       |
| França            | Paul Durand         |
| Dinamarca         | Kai Mortensen       |
| Suíça             | Willy Berking       |
| Maestro anfitrião | Willy Berking       |

## Transmissão do Festival
Na segunda edição do evento, já havia mais pessoas na Europa, com televisão próprio, o que levou a um substancial aumento de telespectadores, no entanto, a maioria das pessoas continnuavam sem televisão, pelo que o festival ainda foi em grande parte seguido pela rádio (aparelho muito comum nos lares europeus). Os canais de televisão responsáveis pela difussão do concurso quer via televisão, quer via rádio foram as seguintes cadeias televisivas:
| - NDR - ORF - VRT - DR | - RTBF - NTS - RAI - RTL | - BBC - SRG SSR |

## Artistas repetentes
Logo na segunda edição do festival, alguns artistas eram repetentes na sua experiência Eurovisiva. Em 1957, os repetentes foram:
| País (1957)   | Foto                 | Artista       | Ano Anterior | País Representado | Canção             | Tradução           | Pontuação | Classificação |
| ------------- | -------------------- | ------------- | ------------ | ----------------- | ------------------ | ------------------ | --------- | ------------- |
| Países Baixos |                      | Corry Brokken | ESC 1956     | Países Baixos     | "Voorgoed Voorbij" | Acabou para sempre | -         | 2º            |
| Suíça         |                      | Lys Assia     | ESC 1956     | Suíça             | "Refrain"          | Refrão             | -         | 1º            |
| Suíça         | "Das alte Karussell" | Lys Assia     | ESC 1956     | Suíça             | O velho carrossel  | -                  | 2º        |               |

### Notícias (oficial)
- Site Oficial do Festival Eurovisão da Canção
- Site Oikotimes, noticias sobre a Eurovisão, o mais lido em Portugal
- Site EscToday, noticias sobre a eurovisão
- Site Português, noticias sobre a eurovisão Arquivado em 28 de maio de  2009, no Wayback Machine.
- Esctime, noticias sobre o tema
- Noticias do festival pelo site Eurovisionary

### Festival 1957
- Site oficial da televisão alemã, anfitriã do evento Arquivado em 5 de dezembro de  2006, no Wayback Machine.
- Festival Eurovisão da Canção 1957